# Sammy Koskei
Sammy Koskei (* 14. Mai 1961) ist ein ehemaliger kenianischer Mittelstreckenläufer, der sich auf den 800-Meter-Lauf spezialisiert hatte.
Bei den Commonwealth Games 1982 in Brisbane und bei den Leichtathletik-Weltmeisterschaften 1983 in Helsinki verpasste er jeweils den Finaleinzug. Dafür konnte er sich bei den Leichtathletik-Afrikameisterschaften 1984 in Rabat und bei den Leichtathletik-Afrikameisterschaften 1985 in Kairo den Titel im 800-Meter-Lauf sichern. Außerdem siegte er auf dieser Distanz 1985 beim Leichtathletik-Weltcup in Canberra.
Am 26. August 1984 stellte er in Köln mit einer Zeit von 1:42,28 min einen Afrikarekord im 800-Meter-Lauf auf. Erst 25 Jahre später gelang es seinem Landsmann David Lekuta Rudisha, diese Marke zu verbessern. Koskei konnte sein Talent jedoch nie in Erfolge bei Weltmeisterschaften oder Olympischen Spielen ummünzen.

## Bestleistungen
- 800 m: 1:42,28 min, 26.  August 1984, Köln
- 1000 m: 2:14,95 min, 30. August 1985, Brüssel
- Halbmarathon: 1:02:54 h, 17. September 2000, Turin